# Anemonia alicemartinae
Anemonia alicemartinae is een zeeanemonensoort uit de familie Actiniidae.
Anemonia alicemartinae is voor het eerst wetenschappelijk beschreven door Haeussermann & Foersterra in 2001.